# Julius Moser (entomoloog)
Julius Moser (8 november 1863 - 4 juli 1929) was een Duits entomoloog die circa 250 nieuwe soorten cetoniinae (rozenkeverachtigen) en ongeveer 40 nieuwe soorten van de melolonthinae (meikeverachtigen) beschreef in een groot aantal publicaties in Duitstalige entomologische tijdschriften.
Moser was tevens kapitein geweest in het leger, en sinds 1917 erelid van de Entomologische Vereniging in Stettin. Een aantal publicaties in het blad van de vereniging bekostigde hij zelf, en van 1915 tot 1926 zat hij in de redactie.
Hij was niet onbemiddeld en gaf grote sommen uit aan zijn kevercollectie, die vele typen bevatte en die hij in 1920 overdeed aan het Museum für Naturkunde in Berlijn. In 1903 zou hij al 84000 Mark hebben uitgegeven aan zijn collectie. Hij steunde de vereniging ook financieel. Hij overleed na een kort ziekbed in een dorpje in de Harz.

## Publicaties
Caveat: het is mogelijk, maar niet waarschijnlijk, dat de hieronder aangegeven publicaties, met name die in Oostenrijkse tijdschriften, gedeeltelijk van de hand van Josef Moser zijn, een grotendeels contemporaine Oostenrijkse entomoloog met een identieke auteursnaam, als de voornaam niet voluit wordt gegeven.
- Moser, J. 1901 Einige neue Cetoniden-Arten. Berliner entomologische Zeitschrift 46: 379-382.
- Moser, J. 1902a Einiges über die Arten der Gattung Eccoptocnemis Krtz. Berliner entomologische Zeitschrift 47: 144-146
- Moser, J. 1902b Neue Cetoniden-Arten. Berliner entomologische Zeitschrift 47: 283-287.
- Moser, J. 1903a Zwei neue Cetoniden-Arten. Berliner entomologische Zeitschrift 48: 145.
- Moser, J. 1903b Neue Cetoniden-Arten. Berliner entomologische Zeitschrift 48: 315-320.
- Moser, J. 1904 Neue afrikanische Cetoniden-Arten. Berliner entomologische Zeitschrift 48: 59-70.
- Moser, J. 1905 Neue Cetoniden-Arten. Annales de la Societe entomologique de Belgique 49: 210-216.
- Moser, J. 1906a Beschreibung neuer Cetoniden-Arten. Annales de la Societé entomologique de Belgique 50: 273-280.
- Moser, J. 1906b Beitrag zur Kenntnis der Cetoniden. Annales de la Soc. entomologique de Belgique 50: 395-404, 52: 85-96, 52(7): 252-261.
- Moser, J. 1909a Eine neue Lokalform von Goliathus giganteus Lam. Deutsche entomologische Zeitschrift 1909: 238.
- Moser, J. 1909b Neue Melolonthiden und Cetoniden. Annales de la Societe entomologique de Belgique 52(12): 353-367.
- Moser, J. 1911b Neue Cremastochiliden von Afrika und Yunnan. Annales de la Societe entomologique de Belgique 55(5): 134-144.
- Moser, J. 1911d Neue Cetoniden vom Belgischen Congo. Revue zoologique africaine 1: 132-135.
- Moser, J. 1913a Coleopteren aus Zentralafrika. I. Cetonini. Annalen des K.K. Naturhistorischen Hofmuseums 27(2): 226-229.
- Moser, J. 1913b Beitrag zur Kenntnis der Cetoniden. Deutsche entomologische Zeitschrift 1913: 601-616.
- Moser, J. 1913d Einige neue Arten der Cetoniden- Gattung Leucocelis. Revue de zoologie africaine 3: 170-178.
- Moser, J. 1914c Cetoniidae. Ergebnisse der zweiten Deutschen Zentral-Afrika-Expedition 1910-1911, unter Führung Adolf Friedrichs, Herzogs zu Mecklenburg l(3): 63-70.
- Moser, J. 1915a Einige neue afrikanische Cetoniden (Col.). Stettiner entomologische Zeitung 76: 332-338.
- Moser, J. 1915b Neue Melolonthiden und Cetoniden (Col.). Deutsche entomologische Zeitschrift 1915(6): 579-605.
- Moser, J. 1919 Einige neue Cetoniden von Afrika und Madagaskar (Col.). Deutsche entomologische Zeitschrift 5(1): 35-41.
- Moser, J. 1922 Sammlungen der schwedischen Elgon Expedition im Jahre 1920. 3 und 4. Melolonthinae und Cetoniidae. Arkiv för zoologie 14(9): 1-4.
- Moser, J. 1924a Neue Melolonthiden und eine neue Cetonide vom Congo Belge (Col. Lamell.). Deutsche entomologische Zeitschrift 1924: 162-171.